# Lisa Della Casa
Lisa Della Casa (Burgdorf, Berna, Suïssa, 2 de febrer de 1919 - Münsterlingen, Turgòvia, Suïssa, 10 de desembre de 2012) era una soprano suïssa admirada especialment en el repertori d'òperes de Mozart i Richard Strauss. De gran bellesa física, va ser sovint comparada amb la seva contemporània i rival, la gran soprano alemanya Elisabeth Schwarzkopf.
Va formar part del grup de cantants del renaixement líric de la postguerra austroalemanya (Elisabeth Schwarzkopf, Elisabeth Grümmer, Sena Jurinac, Irmgard Seefried, Anneliese Rothenberger, Rita Streich, Hilde Güden, Christa Ludwig, Fritz Wunderlich, Hermann Prey, Dietrich Fischer-Dieskau, Anton Dermota).

## Biografia
Va estudiar amb Margarethe Haeser al Conservatori de Zúric, fent el seu debut a Madama Butterfly de Puccini el 1940 a Biel/Bienne. Va passar diverses temporades en l'elenc de l'Òpera de Zúric, cantant des de la Reina de la Nit a Dorabella, Pamina, Gilda, Serena i Zdenka de Arabella de Richard Strauss al costat de Maria Cebotari que impressionada la va presentar davant les autoritats del Festival de Salzburg. Com a conseqüència Della Casa va debutar al festival el 1947 com a Zdenka en presència de Richard Strauss que profetitzà que un dia seria una gran Arabella. El van seguir debuts a Viena com a Gilda a Rigoletto, La Scala com a Sophie a Der Rosenkavalier, Covent Garden com a La Comtessa de Les noces de Fígaro, l'Òpera Estatal de Baviera a Múnic com la titular a Arabella i el 1952 al Festival de Bayreuth com Eva a Els mestres cantaires de Nuremberg.
Va ser un dels baluards del Festival de Salzburg, on va cantar entre 1947 i 1974 els personatges amb els quals se la identifica més sovint: Donna Elvira i Donna Anna de Don Giovanni, la Comtessa de Les noces de Fígaro, Pamina de La flauta màgica, Arabella, Ariadne i els tres rols de El cavaller de la rosa, primer com a Sophie, després Octavian i finalment una celebrada Mariscala per a la reobertura de l'Òpera de Viena el 1955 i en el mateix paper en el nou teatre de Salzburg el 1960 dirigida per Herbert von Karajan. Della Casa ha estat, igual que Lotte Lehmann i Evelyn Lear, una de les poques en assumir els tres papers de l'òpera.
També va ser favorita al Metropolitan Opera de Nova York on va debutar el 1953 com la Comtessa. En aquest teatre hi cantà fins al 1967 i el 1964 va ser tant Octavian en el tardà debut metropolità d'Elisabeth Schwarzkopf com la Mariscala en un astut enfrontament que significà un cop publicitari a les dues sopranos en un altre temps rivals. També es va aventurar en el repertori més dramàtic com Salomé i Chrysotemis a Elektra de Richard Strauss, Desdèmona d'Otello de Verdi i Tosca de Puccini retornant a papers més lleugers per a no danyar la veu.
El 1974 després d'una representació d'Arabella a Salzburg va anunciar de forma imprevista el retir. En homenatge als seus 90 anys, el realitzador Wunderlich Medien va fer el documental Lieber einer Diva, on l'entrevisten després de 30 anys d'absència.